# جاك غوتييه
جاك غوتييه (بالإنجليزية: Jacques Gauthier)‏ (و. 1948  م) هو إحاثي، وكاتب، وجيولوجي، وأستاذ جامعي، وأمين متحف، من الولايات المتحدة الأمريكية.

## التعليم
تعلم في جامعة سان دييغو الحكومية، وجامعة كاليفورنيا، بركلي.

## مناصب وهيئات
أدار جامعة ييل.